# 박해용 금관조복
박해용 금관조복(朴海容 金冠朝服)은 대한민국 경상남도 산청군에 있는 조선시대의 금관조복이다.
1983년 8월 6일 경상남도의 민속문화재 제5호 금관조복으로 지정되었다가, 2018년 12월 20일 현재의 명칭으로 변경되었다.

## 개요
조선 후기의 문신인 박해용(1885∼?) 선생의 유품으로, 왕에게 아침문안을 드릴 때 입었던 조복 1벌을 비롯하여 제사지낼 때 입었던 제복, 평소 집무를 볼 때 입었던 관복 등 모두 13점에 이른다.
조복을 갖출 때 입었던 적초의는 붉은 색깔의 웃옷으로, 길이 90cm, 화장길이 92.5cm, 품 50cm, 소매통 59cm이다. 뒤쪽 어깨선에서 조금 내려간 곳에 매듭단추 3개를 달아 뒤쪽에 내려뜨린 장식인 후수를 고정시킬 수 있게 하였다. 또한 적초의 안에 입던 청초의는 전체적으로 푸른색이나 검은 천으로 선을 두르고 있으며, 길이 123cm, 품 48cm, 소매통 56cm 인데, 입기 편하도록 아래에 입는 치마와 붙여 놓았다. 대대와 후수도 서로 붙여 놓았는데, 대대는 붉은색과 흰색의 비단을 겹으로 만든 허리띠로, 길이는 81.5cm, 너비 64cm이고, 후수는 붉은색 비단에 구름과 학을 수놓은 것으로, 위쪽 옆으로 금고리 2개를 달아 놓았다.
제복을 입을 때 머리에 썼던 금관은 경건함을 나타내기 위해 비녀 구멍둘레와 덩굴무늬가 있는 부분에만 금칠을 했을 뿐 나머지는 검은색을 띠고 있다.
그 밖에 문무관들이 평상업무를 볼 때 머리에 썼던 사모와 지금의 두루마기와 같은 모습이나 깃이 둥글어 이름 붙여진 단령, 허리에 매던 각대, 신발과 검정 화양목으로 만들어 술을 내려뜨린 호패, 앞을 가리기 위해 비단으로 만든 사선(紗扇) 등이 남아 있다.
모두 선생이 고종 31년(1894) 문과에 급제하고 승지로 재직할 때 입었던 것으로, 원형이 잘 보존되어 있어 복식연구에 귀중한 자료가 되고 있다.

## 참고 자료
- 금관조복 - 국가유산청 국가유산포털